# 第二個信號
《第二個信號》，是韓國tvN預計於2026年播出的土日電視劇，也是tvN開台二十週年特別企劃，由《晝盲神探》的安兌鎮導演執導，《Signal》、《屍戰朝鮮》、《惡鬼》的金銀姬編劇執筆。

## 演員陣容

### 主要人物
| 演員   | 角色   | 介紹             |
| ------ | ------ | ---------------- |
| 李帝勳 | 朴海英 | 懸案小組側寫師。 |
| 金憓秀 | 車秀賢 | 懸案小組組長。   |
| 趙震雄 | 李材韓 | 重案組刑警。     |
| 安宰弘 |        |                  |

## 制作
该剧主体拍摄于2025年2月15日正式开始。

## 外部連結
- Daum上《第二個信號》的資料